# تي كامباني
تي كامباني Teekampagne أكبر شركة شاي بالبريد في  ألمانيا، وأكبر شركة في العالم في استيراد أوراق شاي من نوع دارجيلنغ.
مقرها في بوتسدام في  ألمانيا.